# Lecane rhenana
Lecane rhenana är en hjuldjursart som beskrevs av Hauer 1929. Lecane rhenana ingår i släktet Lecane och familjen Lecanidae. Inga underarter finns listade i Catalogue of Life.